# Robin Briguet
Robin Briguet (* 11. Mai 1999) ist ein Schweizer Freestyle-Skier. Er startet in der Disziplin Halfpipe.

## Werdegang
Briguet nimmt seit 2015 an Wettbewerben der FIS und der AFP World Tour teil. Dabei errang er im März 2016 den zweiten Platz bei den Swiss Freeski Open in Crans-Montana. In der Saison 2016/17 siegte er bei den Swiss Freeski Open in Grindelwald und belegte in Davos den dritten Platz. Im März 2017 startete er in Tignes erstmals im Weltcup und kam dabei auf den 24. Platz. Bei den Juniorenweltmeisterschaften 2017 in Crans-Montana holte er die Bronzemedaille in der Halfpipe. In der Saison 2017/18 errang er beim Europacup in Kaprun und in Laax jeweils den dritten Platz und belegte damit den dritten Platz in der Halfpipe-Wertung. Im Weltcup erreichte er mit zwei Top-Zehn-Platzierungen bei vier Teilnahmen, darunter Platz drei im Secret Garden Skiresort, den zehnten Platz im Halfpipe-Weltcup. Beim Saisonhöhepunkt, den Olympischen Winterspielen 2018 in Pyeongchang kam er auf den 25. Platz.